# Fusiturricula jaquensis
Fusiturricula jaquensis is een slakkensoort uit de familie van de Drilliidae. De wetenschappelijke naam van de soort is voor het eerst geldig gepubliceerd in 1850 door Sowerby I.